# 鳴子スキー場
鳴子スキー場（なるこスキーじょう）は、かつて宮城県玉造郡鳴子町（現・大崎市）に存在していたスキー場。
2001年-2002年シーズンの営業を最後に廃止となった。

## 沿革
- 1962年 - 花渕山スキー場として開業。
- 1964年 - 第2リフトが完成、「国設花渕山スキー場」と改称。
- 1970年 - 第3リフトが完成した。
- 1993年 - リゾート系スキー場「鳴子スカイバレー」となる。同年より6人乗りゴンドラリフト「鳴子スカイポーター」を運用開始。スキーシーズン以外も花渕山登山の足として親しまれた。
- 1994年 - 第49回国民体育大会のスキー競技（みやぎ鳴子国体）が開催された。「鳴子スキー場」と改称、ゴンドラリフトも「スカイバレー」と改称した。
- 2002年 - 2001-2002シーズンの営業を最後に廃止。

## 索道
- 第1リフト
- 第2リフト
- 第3リフト
- 鳴子スカイバレー